# Тенішева Марія Клавдіївна

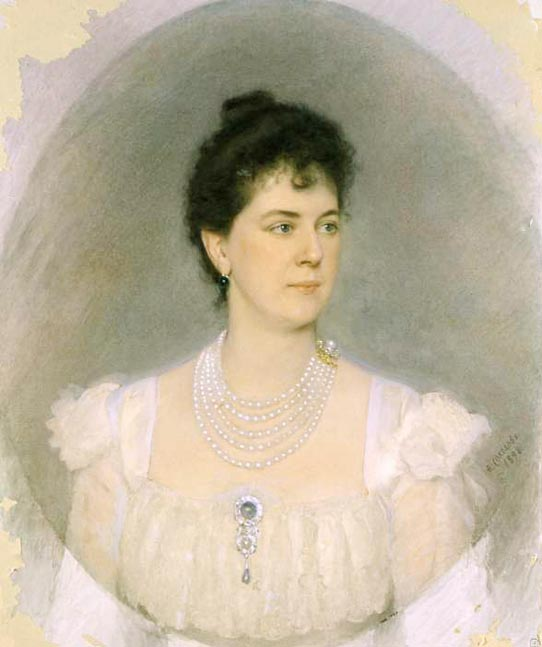
Портрет

Княгиня Марія Клавдіївна Те́нішева (уроджена Пятковська, по вітчиму — Марія Морицівна фон Дезен; у першому шлюбі — Миколаєва; 1858—1928) — російська дворянка, громадський діяч, художник-емальер, педагог, меценат і колекціонер. Засновниця художньої студії в Петербурзі, Рисувальної школи та Музею російської старовини в Смоленську, ремісничого училища в Бежице, а також художньо-промислових майстерень у власному маєтку Талашкіно.

## Біографія

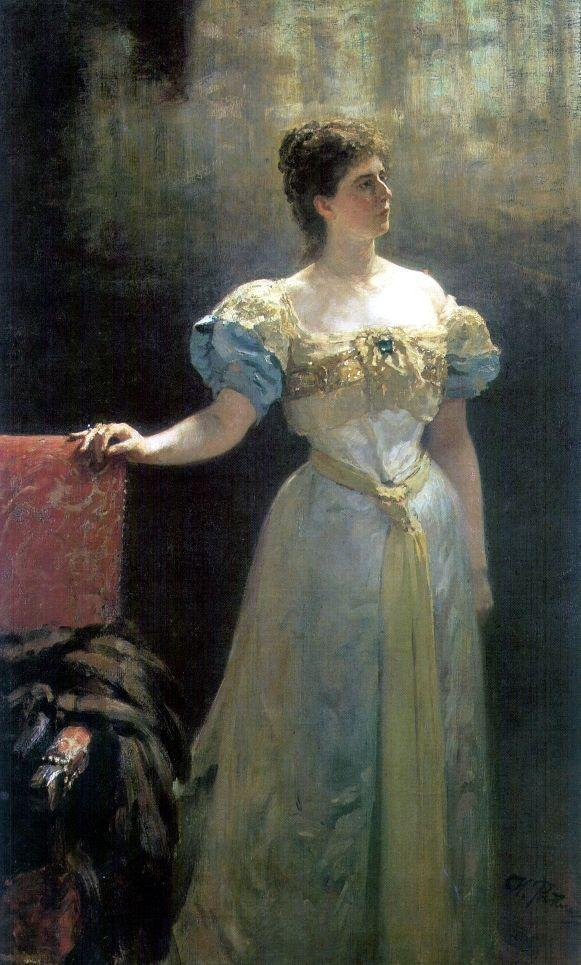
М. К. Тенішева. (1896)

Марія Пятковська народилася 20 травня (1 червня) 1858 року в Петербурзі. Рано вийшла заміж за Рафаїла Миколайовича Ніколаєва. У подружжя народилася донька, також названа Марією, проте шлюб не склався. Незабаром Марія Клавдіївна з маленькою дочкою їде в Париж до знаменитої Маркезі вчитися співу. У неї було прекрасне сопрано. Через деякий час після повернення до Росії Марія Клавдіївна знайомиться з В. М. Тенішевим. У 1892 р. Марія одружилася з князем В'ячеславом Миколайовичем Тенішевим — крупним російським промисловцем (рідні чоловіка безприданницю не визнали, і в родовід князів Тенишевих Марія Клавдіївна не була вписана). Подружжя оселилося неподалік від Бежицкого заводу в маєтку Хотилево, придбаному князем Тенишевим в Брянському повіті Орловської губернії і розташованому на березі річки Десни, де княгинею була заснована однокласна школа. Просвітницька діяльність княгині Тенішевої почалася з організації ремісничого училища поблизу Бежицкого заводу, перший випуск якого відбувся в травні 1896 року, їдальні і клубу для робітників заводу.
М. К. Тенішева володіла чудовим художнім смаком, відчувала і любила мистецтво. «Справжньою Марфою-Посадницей» назвав її М. К. Реріх. Тенішева збирала акварелі і була знайома з художниками Васнєцовим, Врубелем, Реріхом, Малютіним, Бенуа, скульптором Трубецьким і багатьма іншими діячами мистецтва. Нею була організована студія для підготовки молодих людей до вищої художньої освіти в Петербурзі (1894—1904), де викладав Рєпін. Паралельно була відкрита початкова малювальна школа в Смоленську 1896—1899 рр. Під час перебування в Парижі Тенішева вчилася в Академії Жюліан, серйозно займалася живописом, колекціонуванням. Колекція акварелей російських майстрів була передана Тенішевої в дар Державному Російському музею.
Марія Клавдіївна субсидувала (спільно з С. В. Мамонтовим) видання журналу «Світ мистецтва», матеріально підтримувала творчу діяльність А. Н. Бенуа, С. П. Дягілєва та інших видатних постатей «Срібного століття».
Заповітною мрією М. К. Тенішевої було емалева справа, в якій її чекав величезний успіх. Саме завдяки працям Тенішевої і її пошукам було відроджено емалеве справу, спільно з художником Жакеном були розроблені та отримані понад 200 тонів непрозорої (опакової) емалі, відновлений спосіб виготовлення «виїмчастої» емалі. Праці Марії Клавдиєвни були високо оцінені, і у Франції її обрали дійсним членом Товариства витончених мистецтв в Парижі і членом Союзу декоративно-прикладного мистецтва в Парижі. Після виставки своїх робіт в Римі Тенішева отримала Почесний диплом від італійського Міністерства народного просвітництва і була обрана почесним членом Римського археологічного товариства.
Справжньою пристрастю М. К. Тенішевої була російська старовина. Зібрана нею колекція предметів руської старовини була виставлена в Парижі і справила незабутнє враження. Саме ця колекція стала основою музею «Русская старина» у Смоленську (нині в зборах Смоленського музею образотворчих і прикладних мистецтв ім. С. Т. Коненкова). У 1911 році Тенішева передала в дар Смоленська перший в Росії музей етнографії та російського декоративно-прикладного мистецтва «Русская старина». Тоді ж удостоєна звання почесної громадянки міста Смоленська.

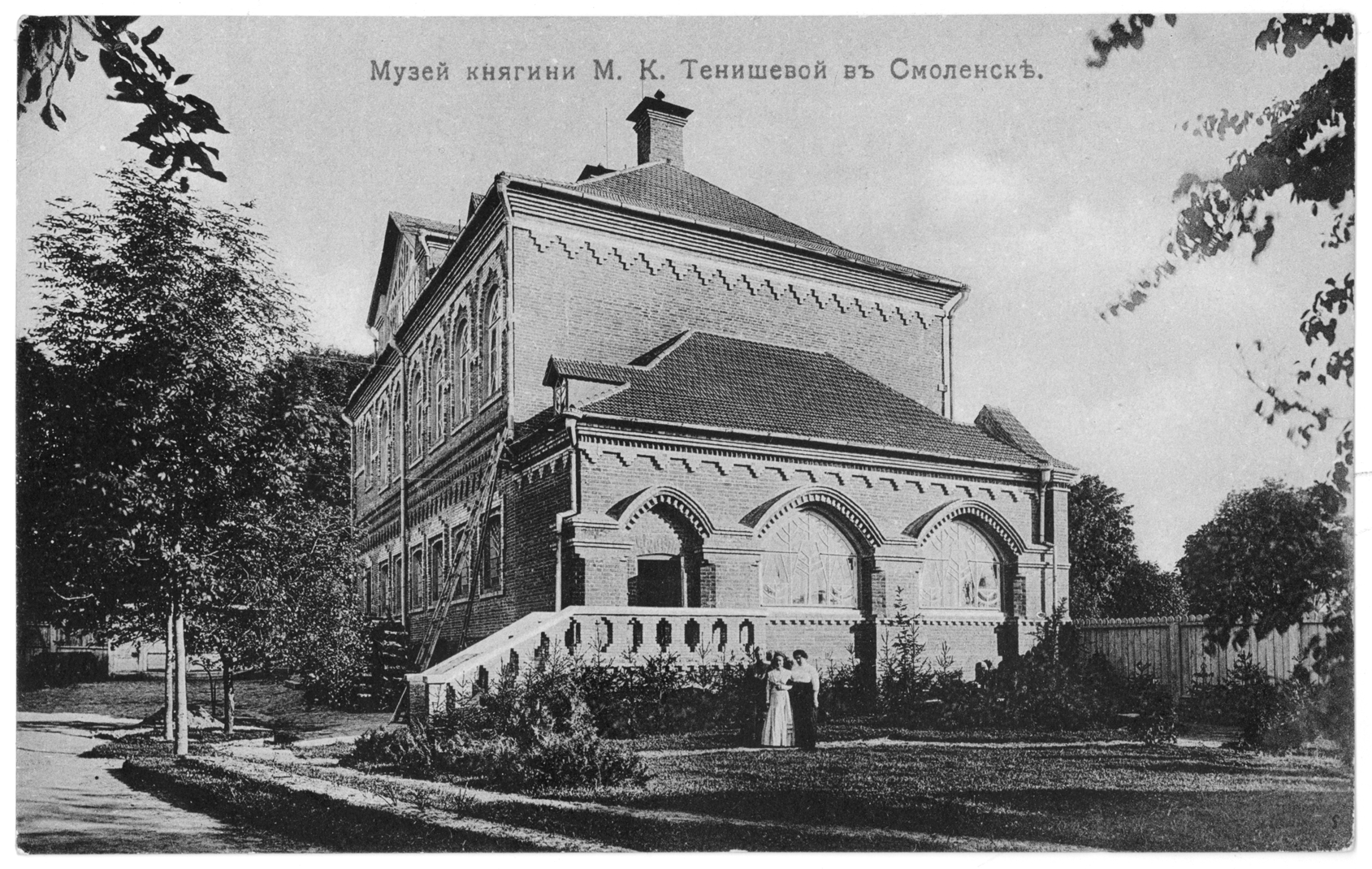
Музей «Русская старина» в Смоленську

Одним з головних просвітницьких проектів у життя Тенішевої стало Талашкіно — родовий маєток княгині Катерини Костянтинівни Святополк-Четвертинскої (уроджена Шупинская) (1857—1942), яке Тенішеви придбали в 1893 р. (управління справами було залишене в руках колишньої господині). Тенішева та Святополк-Четвертинська втілили в Талашкіно концепцію «ідейного маєтку», тобто центру просвіти, відродження традиційної народної художньої культури і одночасно — розвитку сільського господарства.
У 1894 р. Тенішеви придбали недалеко від Талашкина хутір Фленово і відкрили там унікальну тоді сільськогосподарську школу, зібравши чудових викладачів і багату бібліотеку. Використання найновіших досягнень аграрної науки дозволило школі готувати високоефективних фермерів, яких вимагала реформа Столипіна.
Після 26 березня 1919 р. Тенішева разом з найближчою подругою Е. К. Святополк-Четвертинскою, покоївкою Лізою і близьким другом і помічником В. А. Лідіним покинула Росію назавжди і поїхала через Крим у Францію. Написані в еміграції і опубліковані в Парижі вже після її смерті спогади княгині Тенішевої — «Враження мого життя. Спогади» — охоплюють період з кінця 1860-х до новорічної ночі 1917 р.
Тенішева померла 14 квітня 1928 р. в паризькому передмісті Ла-Сель-Сен-Клу. У некролозі, присвяченому Марії Клавдиєвні, І. Я. Білібін писав: «Все своє життя вона присвятила рідному російському мистецтву, для якого зробила нескінченно багато».